# Župnija Hotedršica
Župnija Hotedršica je rimskokatoliška teritorialna župnija dekanije Vrhnika nadškofije Ljubljana.
V župniji Hotederšica so postavljene Farne spominske plošče, na katerih so imena vaščanov iz okoliških vasi (Hotedršica, Novi svet, Ravnik in Žibrše), ki so padli nasilne smrti na protikomunistični strani v letih 1944-1945. Skupno je na ploščah 76 imen.